# Lesueur National Park
Lesueur National Park är en park i Australien. Den ligger i delstaten Western Australia, omkring 210 kilometer norr om delstatshuvudstaden Perth. Lesueur National Park ligger 186 meter över havet.
Trakten runt Lesueur National Park är nära nog obefolkad, med mindre än två invånare per kvadratkilometer.. Närmaste större samhälle är Green Head, omkring 17 kilometer nordväst om Lesueur National Park.
Omgivningarna runt Lesueur National Park är i huvudsak ett öppet busklandskap. Genomsnittlig årsnederbörd är 568 millimeter. Den regnigaste månaden är juli, med i genomsnitt 109 mm nederbörd, och den torraste är december, med 10 mm nederbörd.